# Clypeoporthe iliau
Clypeoporthe iliau är en svampart som först beskrevs av Lyon, och fick sitt nu gällande namn av M.E. Barr 1978. Clypeoporthe iliau ingår i släktet Clypeoporthe och familjen Valsaceae.   Inga underarter finns listade i Catalogue of Life.